# Casa mía, casa blanca
«Casa mía, casa blanca» (en ucraniano: Хата моя, біла хата), es una canción popular ucraniana cuya música fue compuesta en la década de 1960 por Anatoli Pashkevich y la letra escrita por Dmitró Omelianovich Lutsenko, ambos de nacionalidad ucraniana. Generalmente se encuentra interpretada por la cantante Rayisa Kyrychenko.

## Simbolismo

Casa mia, casa blanca.

Apio de Monte, Levisticum officinale,  es una planta que recuerda en su olor al apio, pero más fuerte, debido a un aceite esencial compuesto de ftálido; se utiliza en Europa del sur y central para condimentar platos; se le conoce también como Angélica de montaña, apio de montaña, apio Silvestre, esmirnio, ligústico, levístico.
La menta tiene un gran simbolismo en Ucrania: es la guardiana de la salud del niño; cuando recién nace un hijo, sobre todo si es niña, se agrega menta al agua y se bañará con ella a la bebé. Las muchachas lanzaban menta arrancada hacia el este, durante la fiesta Kupala (24 de junio, solsticio de verano) y se la daban a sus hijos. 
En las canciones (nuestro caso) simboliza la soledad y el rigor. Algunas veces acompañada por la ruda, las mujeres deben sentarse sobre menta para evitar la soledad, y decir Rodynonka odriklacya. En la región de Galicia se recomendaba como profiláctico, especialmente contra el cólera. Existen varias obras de arte que ilustran la canción. 
La Malva es un símbolo de amor por la tierra natal, por su gente, por la casa paterna. Representa las raíces espirituales del hombre, su apego a la herencia espiritual de sus ancestros.

## Letra
| Canción Casa mía, casa blanca en español: Casa mía, casa blanca Mi tierra natal. Huele apio de monte y menta, Ventana bordeada con flores de malva. Casa mía, casa blanca Cuento cálido y amable ... Una vereda cruciforme desde ti conduce a mundos lejanos. En la casa con seguridad y comodidad, La noche en algún lugar del bosque anda vagando. Madre cuidadosa y delicada Acariciando mi cabecita Mamá, ¿ Qué te aqueja? Dé calor a sus manos. En la casa ha quedado en el recuerdo El dolor y la ansiedad de la separación. Casa mía, casa blanca, En los sueños, un sueño, surgió. En la bruma la lejanía peluda Esconde las malvas y cultivo de ligústico. Conduce lejos el camino En la casa bajo el dintel azul. Mamá, hacia ti, como la cigüeña, En las montañas y la felicidad yo vuelo. Casa Mía, casa blanca En el amplio mundo solo. Huele apio silvestre y menta, Ventana bordeada con flores de malva. | letra en ucraniano: Хата моя, біла хата, Рідна моя сторона. Пахне любисток і м’ята, Мальви цвітуть край вікна. Хата моя, біла хата, Казка тепла й доброти... Стежка від тебе хрещата В’ється в далекі світи. В хаті спокійно й затишно, Вечір десь бродить в гаю. Мати задумливо й ніжно Гладить голівку мою. Мамо, чого зажурились? Дайте тепло ваших рук. В хаті на згадку лишились Болі й тривоги розлук. Хата моя, біла хата В мріях, як сон, виплива. В мареві даль волохата Мальви й любисток хова. В’ється дорога далека В хату крізь синю парчу. Мамо, до вас, як лелека, В горі і щасті лечу. Хата моя, біла хата, В білому світі одна. Пахне любисток і м’ята, Мальви цвітуть край вікна |